# 永井みさえ
永井 みさえ（ながい みさえ、1990年7月27日 - ）は、日本のイラストレーター。本名は永井美佐江。2007年 - 2010年には、芸名「えいみい」としてタレント活動も行っていた。

## 略歴
- 1990年7月27日： 四姉妹の二女として神奈川県藤沢市に生まれる。
- 2006年： 『金色のガッシュベル!!』のキャラクターコンテストに入賞し、本誌にイラストが掲載される。
- 2007年： 15歳下の妹がきっかけで、17歳から独学でイラストレーターを志す。オリジナルキャラクターとして「ちゅーちゅーまん」、「小さいおじさんとおむつくん」など、シリーズもののイラストとして「お坊さんシリーズ」などがある。
- 2007年： イラストレーターのかたわら、芸名「えいみい」でタレント活動を開始する。ラジオやインターネット放送のMCを務める。
- 2007年： プロのマダイ釣り師の祖父が『釣りバカ日誌』の演技指導などを行っていた縁で『釣りバカ日誌19』のキャンペーンガールを務める。
- 2007年10月： 子ども虐待防止 オレンジリボン運動のサポーターを務める。以後、現在まで継続して運動に参加する。
- 2008年4月 - 12月： 初のフォトエッセイ『エイミイのつぶ。』を発売する。
- 2010年7月： 20歳の誕生日に、フォトエッセイ『えいみいの笑顔と元気ことば！』を発売する。
- 2011年2月： 銀座スペースQにて開催されたグループ展に参加、初めて本格的にイラストを出展する。
- 2012年2月： 恵比寿カフェラヴァンドにて、初めての個展を開催する。
- 2013年12月 - 2014年4月： 施設の子供たちにポストカードを送るボランティア活動にて、イラストを担当する。
- 2014年5月： 「ちゅ〜ちゅ〜まん」商標登録、意匠登録を取得する。
- 2015年： さぬき映画祭 映像企画受賞作品「アヒージョ!」の美術、絵本「にんにく姫」を担当する。
- 2015年： 下北沢の音倉カフェにて個展およびパーティーを開催する。ゲストに女優の木内晶子、俳優の西山浩司など、多数が出演する。
- 2015年： 神奈川県の児童養護施設の子供たちと一緒に絵本を制作するプロジェクト「えほん de みらい」に参加し、児童養護施設の子どもたちが名付け親になった絵本『てをつなごう』（作 高原かずき 絵 永井みさえ）を発売する。
- 2016年： きも乃館 丸三のPR絵本を担当する。
- 2016年： 元イモ欽トリオ 西山浩司のアーティストTシャツデザイン担当する。
- 2016年： ビリーバンバンの菅原進が担当する朗読劇「また君に恋している」のスクリーン デジタル絵本を担当する。
- 2016年： 高知県のケーブルテレビSwanTVの『幡多サイクル紀行』に全12回出演。エコツーリズムを推進する「エコ幡多」代表清家敬太郎監修の元、ロードバイクを中心に、サイクリングお勧めなコースを紹介する。
- 2016年7月、2017年3月： 香川県情報通信交流館 e-とぴあ にて、デジタル絵本の講師を務める。
- 2016年11月： 永井みさえファンクラブ「ちゅ〜ちゅ〜まんファンクラブ」をスタートする。
- 2017年3月： 一般社団法人倫理研究所でSNSの活用と、夢の実現について講演する。

## 作品リスト
- エイミイのつぶ。〜永井美佐江フォトエッセイ Vol.1 - 5 発売（2008年4月 - 12月、いるかネットブックス）
- あまいうめぼし 「えいみい」名義で発売（2009年4月、いるかネットブックス）
- つきいろ 「えいみい」名義で発売（2009年9月、いるかネットブックス）
- えいみいの笑顔と元気ことば！ 20歳の誕生日に発売[1]（2010年7月27日、パピルスあい ISBN 978-4784591152 ）電子出版で韓国語版、英語版も発売。
- 子猫の贈りもの 発売（2011年12月、壮神社 ISBN 978-4903260785 ）永井みさえは絵を担当。
- 実践SMART英語体得法（2014年3月、渋谷スマートアカデミー セブスマートアカデミー）挿絵を担当する。
- 私の人生を変えるたのしいセブ島留学（2014年6月、渋谷スマートアカデミー セブスマートアカデミー）挿絵を担当する。
- 外国人男性をゲットする恋する英会話（2014年10月、渋谷スマートアカデミー セブスマートアカデミー）挿絵を担当する。
- 二胡　村井鉄也CD　（2014年6月発売　プロデューサー、ピアノ担当 丹野義昭（元チューリップメンバー） ギター 中村康太）「星の色」イメージ絵を担当する。
- 歌手　森田由美恵「ホロホロ月夜」（2014年6月発売 作詞：森田由美恵 作曲・編曲：森正明）CDジャケットを担当する。
- さぬき映画祭 映像企画受賞作品「アヒージョ!」撮影用　絵本担当作品「にんにく姫」（2015年2月）
- YOプロダクション「PAcrizm」ファーストシングル　CDジャケットのイラストを担当する。
- 経済アナリスト木下晃伸の名言集にてイラストを担当する。（2015年）
- 神奈川県の児童養護施設の子供たちと一緒に作った絵本第1弾「てをつなごう ISBN 978-4865220650」（作 高原かずき 絵 永井みさえ）を発売する。（2015年10月）
- 木下晃伸企画原作 絵本「セミの一生 ISBN 978-4907204020」を制作、発売する。（2015年）
- ビリーバンバンの菅原進が担当する朗読劇「また君に恋している」のスクリーンに流れる絵本「月光桜」を作成する。（2016 - 2017年）

## 個展、グループ展
- 2011年2月： 銀座ギャラリー・スペースQにて開催されたグループ展に参加、初めて本格的にイラストを出展する。
- 2012年2月： 恵比寿カフェラヴァンドにて、初めての個展を開催する。
- 2012年9月： 自由が丘 GAIAにおける森田由美恵「ほろ酔いコンサート」にて、イラストの展示を行う。
- 2012年11月： レクサス 都筑見花山店にて、イラストの展示を行う。
- 2013年1月： 二子玉川 KIWAにおける森田由美恵ライブ「JIDAI」にて、イラストの展示を行う。
- 2013年5月： 恵比寿カフェラヴァンドにて、2度目の個展「ゆめパズル」を開催する。
- 2013年12月： 恵比寿カフェラヴァンドにて、個展「Who is Santa Claus？」を開催する。
- 2014年7月： 渋谷バーフォクシーにて、オリジナルキャラクター「ちゅ〜ちゅ〜まん」を題材に10人のアーティストと展示会を1か月開催する。
- 2015年：下北沢の音倉カフェにて個展およびパーティーを開催する。ゲストに女優の木内晶子、俳優の西山浩司など、多数が出演する。

## インターネットテレビ、ラジオ出演
- 2009年3月 - 2010年7月： ラジオ放送『えいみいの元気ことば』でMCを担当 レディオ湘南
- 2009年4月 - 2010年4月： インターネット放送『えいみいの藤沢さんぽ』にてレポーターを担当 フジサワネット
- 2010年5月 - 2010年10月： インターネット放送『えいみいの笑なう！』にてMCを担当 フジサワネット
- 2013年1月 ラジオ放送 「palette」にゲスト出演 レディオ湘南
- 2014年12月 ラジオ放送　吉田長生の花鳥fu〜月 3週連続でゲスト出演する。 FM湘南ナパサ
- 2016年3月 東京エフエムグループのラジオ番組『ユメルのモナリザラウンジ』にゲスト出演する[2]。

## 取材記事
- 2009年2月：「釣りバカ日誌19」のキャンペーンガールを務め、出演も果たしたタレントの 等身大の表現者 タウンニュース藤沢版
- 2010年8月：「えいみい」がエッセイ発売 20歳の女の子の素直なメッセージ タウンニュース藤沢版
- 2015年10月： 絵本に夢と誇りを 登場人物 子供たち命名 カナコロ[3]
- 2015年： 児童養護施設の子どもたちが名付け親になった絵本「てをつなごう」を紹介するよ！ 社会福祉法人 東京都社会福祉協議会[4]
- 2015年10月： 未来や夢を信じる「きっかけ」、子どもたちが主人公の名付け親となった絵本「てをつなごう」 エビジョイ海老名情報サイト[5]
- 2016年3月5日： 児童養護施設の子供たちの力に「てをつなごう」絵本作家ら出版 産経ニュース[6]
- 2016年7月4日： 日中友好願い二胡の絵本　高知県大月町の協力隊員２人が制作 高知新聞[7]

## その他の活動
- 2007年10月 - 2016年11月： 子ども虐待防止 オレンジリボン運動に、サポーターとして参加し、MCを務める。
- 2008年4月 - 2010年9月： 梅干のオカハタのキャンペーンガールを務める。
- 2008年6月： 動物愛護団体 ぐーsaku本舗のメインキャラクターの作成、イラストを担当する。
- 2011年7月： ぐーsaku本舗のスタッフの一員として、ボランティアで東日本大震災の被災地にペットの食糧や洋服を届けにいく。
- 2012年10月： 動物愛護団体 みゅーまるのホームページのイラストを担当する。
- 2012年10月： 動物フェスティバル神奈川2012におけるスクリーン映像とチラシのイラストを担当する。
- 2014年1月：アクセサリーブランド「オキーフスタイル」のモデルを担当する。
- 2014年5月：森田由美恵 特別舞台公演「from KOBE 42」に出演する。
- 2015年：森田由美恵 舞台公演「日微貴」にて、脚本、スクリーンイラストを担当する。
- 2017年3月： 四万十・足摺無限大チャレンジライドのポスターモデルとして出演する[8]。